# 耕莘街道
耕莘街道，原名城关镇，是中华人民共和国河南省洛陽市栾川县下辖的一个乡镇级行政单位，2021年撤镇设街道。

## 行政区划
耕莘街道下辖以下地区：
耕莘东路社区、兴华路南社区、兴华路北社区、君山路社区、上河南村、西地村、大南沟村和陈家门村。